# Геологија Црне Горе
Геологија Црне Горе обухвата седиментне и вулканске стијене од палеозоика до кенозоика, наталожене на слабо разумљивим кристалним стијенама.

## Геолошка историја, стратиграфија и тектоника
- Далматинско-херцеговачка зона: Ова динаридска зона је први пут описана 1948. године као Стари црногорски насип и обухвата флиш и кречњак анизијског доба, танке ладинске вулканско-седиментне стене, каснотријаске карбонате и јурске неритске карбонате, прекид таложења, а затим густу креду, палеоценски и еоценски фораминиферски кречњак. Простире се на југозападу Црне Горе.
- Сарајевски сигмоид: Појас мезозоичких флишних јединица који почиње у Албанији и протеже се кроз централну Црну Гору према сјеверозападу. Набијен је на истоку дуж Дурмиторског насипа и укључује плитке морске пермске и тријаске платформе карбонате и кластичне стијене. Неусаглашеност раздваја ниже јединице од јурских кречњачких стена и сенонског думиторског флишу.
- Источнобосанско-дурмиторски блок: Већи дио сјеверне и источне унутрашњости Црне Горе прекривен је овом гомилом обиљежја поткољенице, која датира још из Девона. Палеозојске стене укључују благо метаморфизоване ситнозрнасте кластике, са сочивима од конгломерата, кречњака и кератофира. Континентални класти, кречњак и вулканске стене након неусаглашености почињу у тријасу. Метаморфизоване мафичке стене налазе се на југоистоку, окружене необичним гранитним телом које је можда резултат неуобичајене гранитизације ин ситу.